# Ян Педер Сюсе
Ян Педер Сюсе (норв. Jan Peder Syse; 25 листопада 1930, Неттерей — 17 вересня 1997, Осло) — норвезький адвокат і політик від Консервативної партії. Прем'єр-міністр Норвегії з 1989 по 1990 рік. Він також займав посаду міністра промисловості з 1983 по 1985 рік. Працював у норвезькому парламенті — Стортингу — протягом 25 років аж до своєї раптової смерті.

## Життєпис
Народився в комуні Неттерей, його батько був хірургом-стоматологом і місцевим політиком.
У 1957 році Сюсе отримав вчений ступінь в області права і став членом національної ради Консервативної партії Норвегії. Спочатку працював юристом в судноплавної компанії, з 1963 року зайнявся політикою, будучи обраним до міської ради Осло, в якій працював два терміни. У 1965 році став заступником представника своєї губернії в Стортингу, повноправним членом парламенту — з 1969 року, працюючи в складі найрізноманітніших комітетів і часто призначив делегатом парламенту в різні міжнародні організації. З 1 листопада 1970 року по 17 березня 1971 року — державний секретар міністерства юстиції, з 16 вересня 1983 року по 4 жовтня 1985 року — міністр промисловості, з 16 жовтня 1989 по 3 листопада 1990 року — прем'єр-міністр, в 1993—1997 роках — президент лагтинга.
Працював у норвезькому парламенті — Стортингу — протягом 25 років аж до своєї раптової смерті від крововиливу в мозок в 1997 році.